# Christian Herrgott

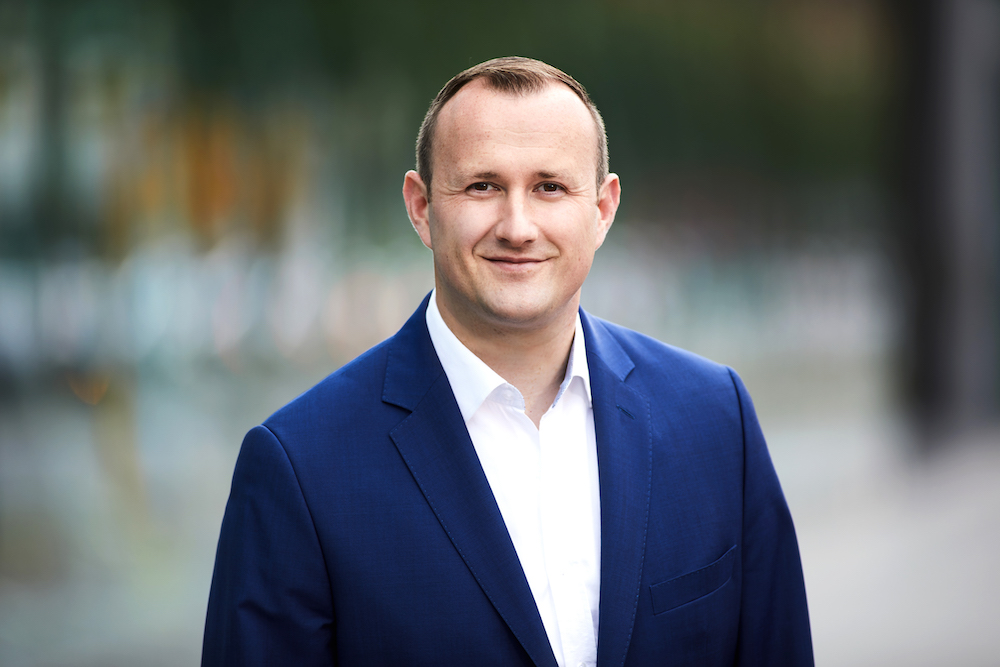
Christian Herrgott (2019)

Christian Herrgott (* 28. August 1984 in Schleiz, Bezirk Gera, DDR) ist ein deutscher Politiker (CDU). Seit dem 9. Februar 2024 ist er Landrat des Saale-Orla-Kreises. Zuvor war er von 2014 bis 2024 Mitglied des Thüringer Landtags. Von 2020 bis 2024 war Herrgott Generalsekretär der CDU Thüringen.

## Ausbildung und Beruf
Nach dem Abitur im Jahr 2003 am Dr.-Konrad-Duden-Gymnasium Schleiz leistete er als Reserveoffizieranwärter seinen Wehrdienst bei der Bundeswehr. Er wechselte in die Laufbahn der Offiziere des Truppendienstes und schloss ein Studium der Politikwissenschaft (Bachelor/Master) an der Helmut-Schmidt-Universität in Hamburg ab. Zuletzt bekleidete der Zeitsoldat den Dienstgrad eines Hauptmanns und war im Führungsunterstützungsbataillon 383 in Erfurt eingesetzt. 2012 wurde er Beamter im Landratsamt Saale-Orla-Kreis.

## Politik
2000 trat er in die Junge Union und 2002 in die Christlich Demokratische Union Deutschlands (CDU) ein. Er bekleidete verschiedene Parteiämter, war von 2012 bis 2013 Mitglied der Parteikommission „Moderne Verwaltung 2020“ und war Mitglied im Landesvorstand der Jungen Union Thüringen. Von 2020 bis 2024 war Herrgott Generalsekretär der Thüringer CDU. Seit 2020 ist er CDU-Kreisvorsitzender im Saale-Orla-Kreis. 
Als 1. ehrenamtlicher Beigeordneter des Saale-Orla-Kreises vertrat er bis 2024 den Landrat Thomas Fügmann.
Er ist Mitglied der CDU-Fraktion im Kreistag des Saale-Orla-Kreises und im Stadtrat von Neustadt an der Orla.
Bei der Landtagswahl in Thüringen 2014 war er Direktkandidat im Wahlkreis Saale-Orla-Kreis II (Wahlkreis 34). Er erhielt 39,8 Prozent der Erststimmen und zog als direktgewählter Abgeordneter in den 6. Thüringer Landtag ein. 2019 wurde er mit 32,5 Prozent der Stimmen wiedergewählt. Nach seiner Wahl zum Landrat legte Herrgott sein Landtagsmandat am 12. März 2024 nieder. Für ihn rückte Regina Polster in den Landtag nach.
Im Landtag war Herrgott Beauftragter der CDU-Fraktion für die Bundeswehr sowie Sprecher für Medienpolitik und die Opfer der SED-Diktatur. Weiterhin war er Mitglied im Ausschuss für Europa, Kultur und Medien sowie in den Freundeskreisen Israel und Uruguay.
Am 28. Januar 2024 wurde Herrgott mit 52,4 Prozent der Stimmen zum Landrat des Saale-Orla-Kreises gewählt. Er setzte sich dabei in einer Stichwahl gegen Uwe Thrum (AfD) durch. Im ersten Wahlgang am 14. Januar 2024 hatte keiner der Kandidaten die absolute Mehrheit erreicht.

## Mitgliedschaften
Herrgott ist seit 2016 Vizepräsident der Volkssolidarität Deutschland.
Außerdem ist er Mitglied u. a. der Clausewitz-Gesellschaft, der Deutschen Atlantischen Gesellschaft und des Volksbundes Deutsche Kriegsgräberfürsorge sowie Vorsitzender des Kreisjugendrings Saale-Orla-Kreis.
Darüber hinaus ist er stellvertretender Vorsitzender der Landesgruppe Thüringen des Verbandes der Reservisten der Deutschen Bundeswehr, absolviert regelmäßig Wehrübungen und ist Oberstleutnant der Reserve.

## Privates
Herrgott wohnt in Neustadt an der Orla und ist evangelisch getauft. Er ist verheiratet und Vater zweier Kinder.